# Louis Mollet
Louis François Marie Mollet, né à Lille le 4 décembre 1894 et mort le 6 mai 1979 dans la même ville, est un architecte DPLG lillois.

## Biographie
Louis Mollet fils de Victor Mollet est un architecte lillois. Il étudie au lycée Faidherbe. Il est l'élève de Georges Dehaudt, Victor Laloux et de Charles Lemaresquier à l'École des beaux-arts de Lille. Il obtient son diplôme le 15 novembre 1922. 
Après avoir gagné le deuxième prix de Rome, il rejoint son père pour préparer la relève du cabinet Mollet.
Louis Mollet est un architecte d'Art déco, il devient architecte local du Crédit lyonnais et Crédit du Nord, architecte chef adjoint du ministère de la Reconstruction et de l’Urbanisme, coordinateur des Bâtiments scolaires à l'Éducation nationale, président de la Société régionale des architectes diplômé par le gouvernement.
En 1933, il est chargé avec son père de réaliser l'agrandissement du palais des Beaux-Arts de Lille. Cet agrandissement porte sur l'aménagement de la cour intérieure du Palais qui n'était jadis pas recouverte pour en faire un atrium.
On lui doit également la réalisation du grand escalier du palais des Beaux-Arts de Lille détruite en 1997.

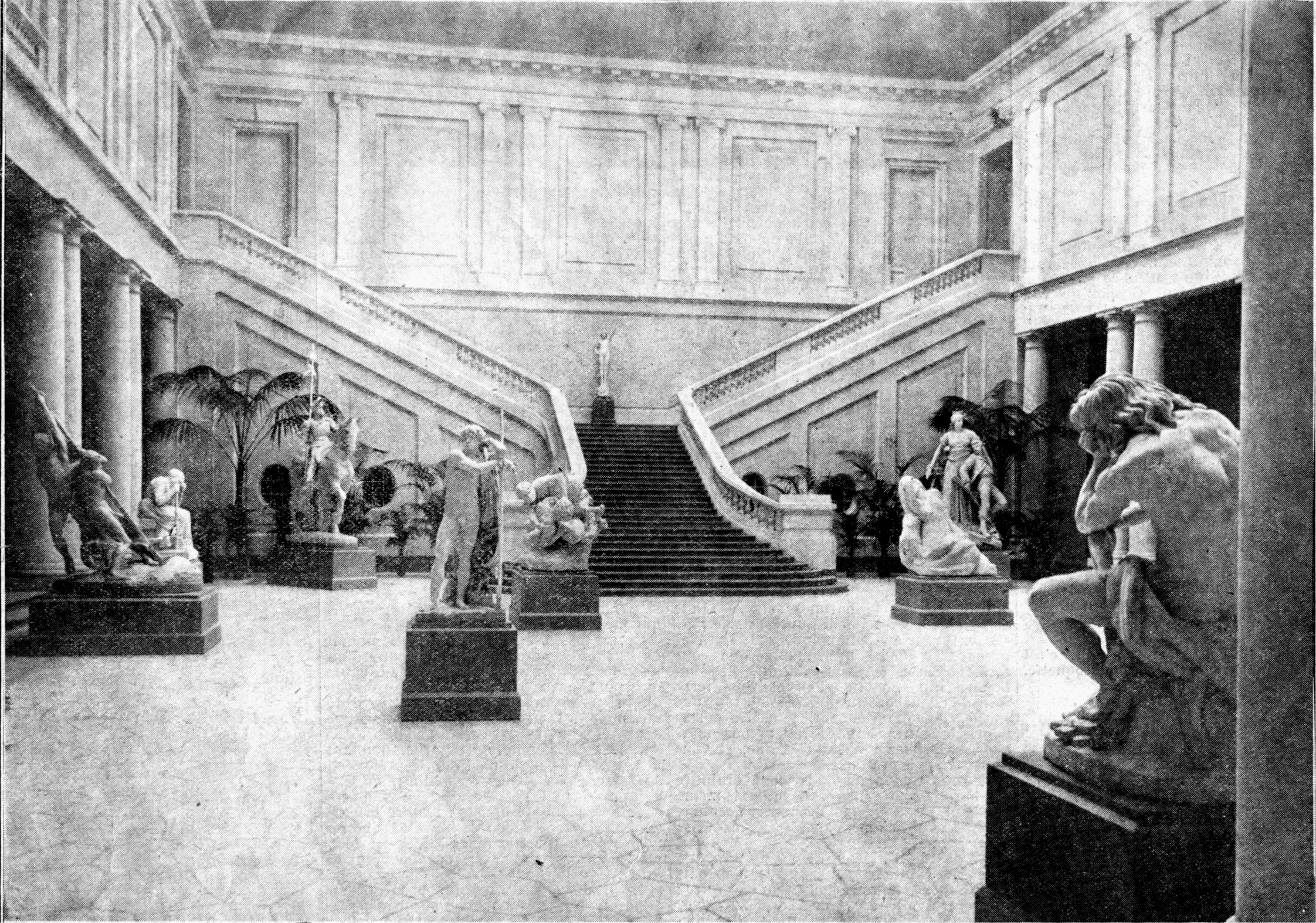
L'atrium et le grand escalier du palais des Beaux-Arts de Lille dans les années 1930

## Principales œuvres
- École Léon-Frapié réalisée en 1959 à Lille[4]
- La salle des fêtes de Seclin en 1927-1928[5],[6]
- Bains et douches de Seclin dans les années 1930[7]
- Maison du docteur Le Jeune, rue Jean-Jaurès à Seclin[8]
- Maison bourgeoise en 1924[9]
- Justice de paix à Seclin[10]
- École Paul-Langevin à Seclin[11]
- Maison bourgeoise[12]
- Restauration de l'église Saint-Vincent de Marcq-en-Barœul en 1931[13]

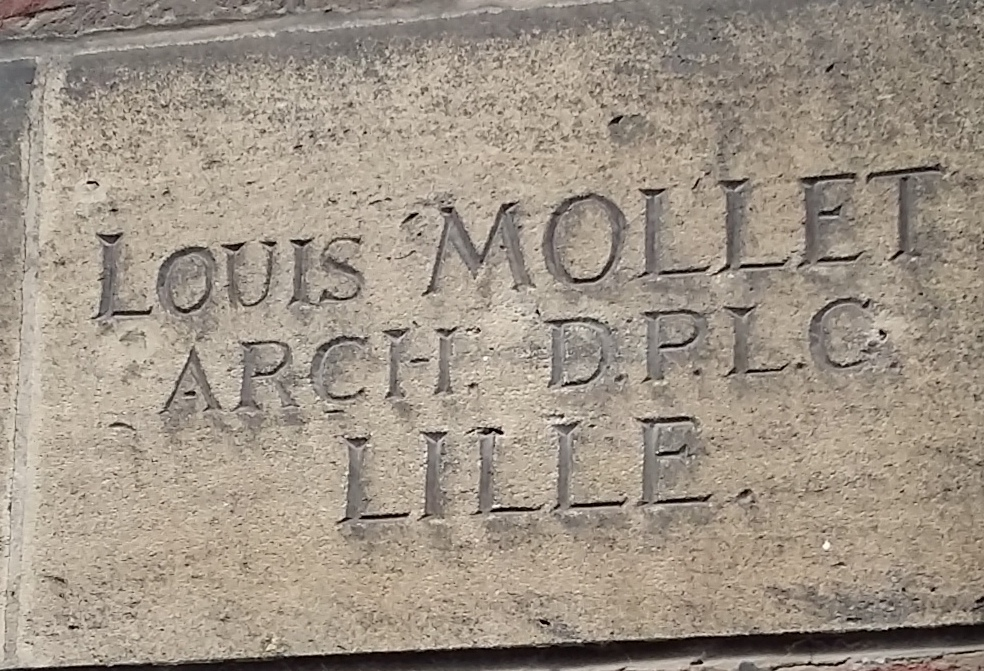
Signature de Louis Mollet sur des bâtiments lillois

- Château Claeys en 1925